# Tyler Cowen
Tyler Cowen (kaʊ.ən * 21 de enero de 1962) es un economista estadounidense y tiene la cátedra Holbert C. Harris de economía en la Universidad George Mason como profesor, y es dueño, junto con Alex Tabarrok, del blog Marginal Revolution.
Actualmente, Cowen es el autor de la columna "Economic Sense" en el New York Times y también escribe en algunas revistas como The New Republic y The Wilson Quarterly. Cowen también es director general del Mercatus Center, en la Universidad George Mason.

## Educación
Después de terminar los estudios de licenciatura en 1983 con un título B.S. de George Mason, en 1987. Cowen recibió el Ph.D. en la Universidad de Harvard, donde estudió con el profesor y Nobel de economía Thomas Schelling.

## Ideas
Cowen es uno de los más destacados analistas y defensores del mercado y la libertad económica. Ha escrito entre otros importantes libros al respecto: Los mercados en la empresa: mecanismos de mercado aplicados a la gestión (con David Parker), Descubre al economista que llevas dentro. La Teoría del Fracaso del Mercado: Un Examen Crítico, Riesgo y Ciclos Económicos (antigua y actual perspectva de la Escuela Austriaca) y ''Destrucción Creativa

### Debate sobre el estancamiento
Sus tesis principales han sido expuestas en el libro La Gran Estagnación y ampliadas en Average Is Over: Powering America Beyond the Age of the Great Stagnation Cowen sostiene que la economía estadounidense ha llegado a una meseta tecnológica histórica y los factores que impulsaron el crecimiento económico durante la mayor parte de la historia de Estados Unidos en su mayoría se han agotado: la colonización de muchas tierras "libres" y la difusión de los grandes avances tecnológicos. Se ha opuesto a las explicaciones que culpan por el estancamiento a la creciente desigualdad de ingresos o la globalización. Se interesa en cambio por cómo puede llegar más la innovación tecnológica al consumidor y cómo podría integrarse más en la economía.
Más recientemente Cowen se ha preocupado por lo que considera una correlación directa entre crecimiento económico y guerra:

"La lentitud de continuación de un crecimiento económico en las economías de altos ingresos ha llevado a examen de conciencia entre los economistas. Ellos han mirado hacia la demanda débil, el aumento de la desigualdad, la competencia china, el exceso de regulación, la infraestructura inadecuada y a un agotamiento de las nuevas ideas tecnológicas como posibles culpables. Una explicación adicional de crecimiento lento está recibiendo atención, sin embargo. Es la persistencia y la expectativa de paz. El mundo no ha tenido tanta guerra de los últimos tiempos, al menos no en términos históricos...  la mayor tranquilidad del mundo puede hacer que el logro de mayores tasas de crecimiento económico menos urgente y por lo tanto menos probable... la posibilidad misma de la guerra centra la atención de los gobiernos en conseguir algunas decisiones básicas correctas. Puede parecer repugnante a encontrar un lado positivo a la guerra en este sentido, pero un vistazo a la historia de Estados Unidos sugiere que no podemos descartar la idea tan fácilmente."